# Legio III Gallica
Legio tertia Gallica ou Legio III Gallica ("Terceira legião Gaulesa") foi uma legião do exército imperial romano criada em 49 a.C. por Júlio César para lutar na guerra civil contra os republicanos conservadores liderados por Pompeu. O cognome Gallica sugere que o recrutamento original se deu na Gália. Há registros de que ela ainda estava ativa no Egito no início do século IV.

## Período republicado
A III Gallica participou de todas as campanhas de Júlio César contra seus inimigos, incluindo a Batalha de Farsalos (48 a.C.) e a Batalha de Munda (45 a.C.). Depois da morte de César, a terceira foi integrada ao exército de Marco Antônio, um dos membros do Segundo Triunvirato, para sua campanha contra os partas. Ela também estava incluída no exército arregimentado por Fúlvia e Lúcio Antônio (esposa e irmão de Marco Antônio) para enfrentar Otaviano durante a Guerra Civil de Antônio, mas acabou se rendendo depois da Batalha de Perúgia, no inverno de 41 a.C.

## Período imperial
Depois da Batalha de Ácio (31 a.C.) e do suicídio de Marco Antônio no ano seguinte, a III Gallica foi novamente enviada ao oriente e passou a guarnecer a província romana da Síria.

### Campanha de Córbulo e transferência para o Danúbio
A terceira foi utilizada por Cneu Domício Córbulo em sua guerra contra os partas sobre o controle da Armênia (58–63). Os sucessos do general instigaram a paranoia de Nero e Córbulo acabou forçado a cometer o suicídio. Depois disto, a III Gallica foi transferida para a Mésia, na fronteira do Danúbio.

### Ano dos quatro imperadores

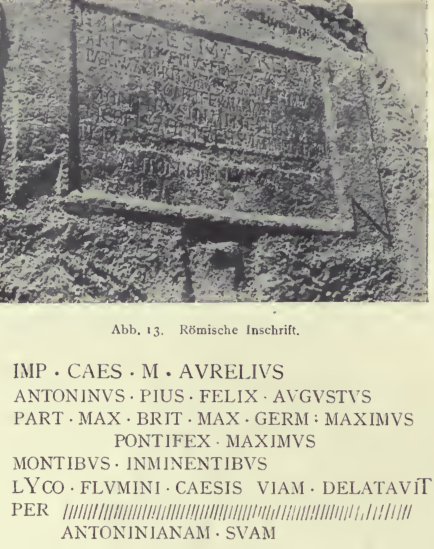
Inscrição romana na Estela comemorativa de Nahr el-Kalb, no Líbano.

Em 69, a terceira e o resto do exército do Danúbio se aliaram primeira a Otão e, depois, a Vespasiano. Seu papel foi fundamental na derrota final de Vitélio na Segunda Batalha de Bedríaco e na ascensão da dinastia flaviana ao trono de Roma. Em seu período no oriente, a III Gallica adotou o costume de saudar o sol nascente e, quando alvoreceu em Bedríaco, ela se virou para o sol para fazê-lo. As forças vitelianas acreditaram que os legionários estavam saudando reforços vindos do leste e perderam a coragem. Neste período, um dos tribunos militares da III Gallica era Plínio, o Jovem.

### Síria
Depois desta guerra civil, a terceira foi novamente enviada para a Síria e lutou durante a revolta judaica do século II. Ela participou também da campanha contra os partas de Lúcio Vero (161–166) e na campanha seguinte de Sétimo Severo (198), sem brilho em nenhuma delas. Na campanha de Caracala contra os partas (211–217), a terceira deixou uma inscrição na Estela comemorativa de Nahr el-Kalb.
A III Gallica teve um papel central nos primeiros anos de Heliogábalo. Em 218, durante o reinado de Macrino, Júlia Mesa foi para Rapana, na Síria, onde estava sediada a III Gallica, que na época estava sob o comando de Públio Valério Comazão. Ela fez substantivas doações à legião que, prontamente, proclamou o neto dela, o jovem Heliogábalo, de apenas quatorze anos, imperador (16 de maio). Em 8 de junho, perto de Antioquia, Gânis, o tutor do jovem imperador, derrotou Macrino e seu filho com a ajuda da III Gallica e das demais legiões do oriente.
No ano seguinte, a legião, cansada dos excessos do imperador, apoiou seu comandante, o senador Vero em sua auto-proclamação como imperador. Heliogábalo mandou executar Vero e dispersou a legião. A maior parte dos legionários foram transferidos, especialmente para a III Augusta, que guarnecia as províncias africanas. Porém, o imperador seguinte, Alexandre Severo, reconstituiu a terceira e a redesignou à Síria. Valério Comazão entrou para a corte de Heliogábalo, tornou-se prefeito da Guarda Pretoriana e foi cônsul em 220. Daí em diante, os registros da III Gallica se tornam muito mais escassos. Pouco se sabe sobre seu destino, exceto que, em 323, ela ainda estava na Síria.